# Halové mistrovství Československa v atletice 1986
Halové mistrovství Československa v atletice 1986 se konalo v Jablonci nad Nisou ve dnech 8. a 9. února 1986.

## Medailisté

### Muži
| Soutěž        | Zlato                   | Stříbro               | Bronz                   |
| 60 m          | František Ptáčník 6.73  | Dušan Súkup 6.74      | Jiří Mezihorák 6.87     |
| 200 m         | Ivo Rýznar 22.14        | Pavel Polomský 22.49  | Milan Kalina 22.54      |
| 400 m         | Martin Chrdle 48.25     | Zdeno Nagy 48.40      | Petr Mareš 48.43        |
| 800 m         | Luboš Šubrt 1:51.65     | Juraj Jánošík 1:52.04 | Petr Novák 1:52.33      |
| 1500 m        | Jan Kubista 3:45.46     | Jan Kraus 3:46.12     | Vladimír Slouka 3:46.31 |
| 3000 m        | Lubomír Tesáček 7:56.20 | Luboš Gaisl 8:04.79   | Ivan Uvizl 8:11.12      |
| 60 m př.      | Petr Mucha 7.90         | Aleš Höffer 7.93      | Pavel Šáda 8.01         |
| Skok do výšky | Ján Zvara 226           | Jindřich Vondra 224   | Radek Mach 218          |
| Skok o tyči   | Zdeněk Lubenský 560     | František Jansa 550   | Ladislav Švík 510       |
| Skok daleký   | Jan Leitner 801         | Zdeněk Hanáček 779    | Ivo Krsek 774           |
| Trojskok      | Jaroslav Priščák 16.31  | Ivan Slanař 16.19     | Petr Pech 15.68         |
| Vrh koulí     | Richard Navara 19.99    | Jozef Lacika 19.62    | Josef Kubeš 19.15       |

### Ženy
| Soutěž        | Zlato                             | Stříbro                     | Bronz                   |
| 60 m          | Naděžda Bónová 7.47               | Monika Špičková 7.64        | Jana Petříková 7.73     |
| 200 m         | Monika Špičková 24.80             | Jana Niková 25.15           | xxx                     |
| 400 m         | Zuzana Machotková-Votrubová 54.77 | Helena Dziurová 55.61       | Štěpánka Sokolová 55.68 |
| 800 m         | Milena Strnadová 2:00.12          | Ivana Walterová 2:03.22     | Petra Pokorná 2:06.49   |
| 1500 m        | Iva Jurková 4:22.18               | Monika Hamhalterová 4:27.47 | Jana Šmidáková 4:27.50  |
| 3000 m        | Monika Hamhalterová 9:37.82       | Jana Šmidáková 10:02.35     | Miriam Kautová 10:06.62 |
| 60 m př.      | Jitka Tesárková 8.24              | Jitka Petříková 8.34        | Iveta Tesařová 8.60     |
| Skok do výšky | Zdena Svatošová 186               | Ivana Geržová 183           | Věra Skotnická 180      |
| Skok daleký   | Ludmila Jimramovská 640           | Jarmila Strejčková 614      | Vanda Nováková 598      |
| Vrh koulí     | Helena Fibingerová 20.05          | Alena Vitoulová 18.15       | Soňa Vašíčková 17.44    |